# Deebo Samuel
Tyshun Samuel, detto Deebo (Inman, 15 gennaio 1996), è un giocatore di football americano statunitense che milita nel ruolo di wide receiver per i Washington Commanders della National Football League (NFL).

## Carriera universitaria
Samuel al college giocò a football con i South Carolina Gamecocks dal 2015 al 2018, venendo inserito nella formazione ideale della Southeastern Conference nell'ultima annata.

## Carriera professionistica

### San Francisco 49ers
Samuel fu scelto nel corso del secondo giro (36º assoluto) del Draft NFL 2019 dai San Francisco 49ers. Debuttò come professionista partendo come titolare nella gara del primo turno contro i Tampa Bay Buccaneers ricevendo 3 passaggi per 17 yard dal quarterback Jimmy Garoppolo. La settimana successiva segnò il suo primo touchdown nella vittoria sui Cincinnati Bengals. La sua stagione regolare si chiuse con 57 ricezioni per 802 yard e 3 marcature in 15 presenze. Il 2 febbraio 2020 Samuel partì come titolare nel Super Bowl LIV ricevendo 5 passaggi per 39 yard ma i 49ers furono sconfitti per 31-20 dai Kansas City Chiefs. In quella partita batté il record di Percy Harvin per yard corse da un wide receiver nel Super Bowl con 53.
Il 4 novembre 2020 Samuel risultò positivo al COVID-19. Tornò in campo nella settimana 12 contro i Los Angeles Rams ricevendo 11 passaggi per 134 yard nella vittoria. La sua seconda stagione si chiuse con sole 7 presenze, con 391 yard ricevute.
Nel primo turno della stagione 2021 Samuel ricevette 9 passaggi per 189 yard e un touchdown nella vittoria sui Detroit Lions. Nell'ottavo turno fu premiato come giocatore offensivo della NFC della settimana dopo avere ricevuto 6 passaggi per 171 yard nella vittoria sui Chicago Bears. Lo stesso riconoscimento lo vinse nel decimo turno dopo 97 yard ricevute, 36 corse e 2 touchdown nella vittoria sui Los Angeles Rams. A fine stagione fu convocato per il suo primo Pro Bowl e inserito nel First-team All-Pro dopo essersi classificato quinto nella NFL con 1.405 yard ricevute, con 6 touchdown su ricezione e 8 su corsa, quest'ultimo un record NFL stagionale per un wide receiver.
Nel quarto turno della stagione 2022 contro i Los Angeles Rams, Samuel ebbe 6 ricezioni per 115 yard e un touchdown su una ricezione da 57 yard nella vittoria per 24–9. Nella settimana 7 contro i Kansas City Chiefs si infortunò a un tendine del ginocchio che lo costrinse a saltare la gara successiva contro i Rams. Contro i Tampa Bay Buccaneers nella settimana 14, Samuel ricevette 43 yard e segnò un touchdown su una corsa da 17 yard. Nel finale, tuttavia, si infortunò a una caviglia, non facendo più ritorno in campo. Nel primo turno dei playoff guidò i 49ers con 133 yard ricevute e un touchdown nella vittoria sui Seattle Seahawks.
Nel tredicesimo turno della stagione 2023 Samuel e i 49ers si vendicarono dei Philadelphia Eagles che li avevano eliminati dai playoff l'anno precedente con il giocatore che segnò tre touchdown, di cui uno su corsa, nel 42-19 finale. Per questa prestazione fu premiato come miglior giocatore offensivo della NFC della settimana. Nel turno successivo segnò altri due touchdown, uno su corsa e uno su ricezione, nella vittoria interna sui Seahawks. Divenne così il secondo giocatore della storia a fare registrare 100 yard ricevute, un touchdown su ricezione e uno su corsa in due gare consecutive, dopo Timmy Brown. Nella settimana 15 andò a segno due volte su ricezione nella vittoria sugli Arizona Cardinals che assicurò ai 49ers il secondo titolo di division consecutivo. Nel divisional round dei playoff Samuel si infortunò nel primo quarto contro i Green Bay Packers, non facendo più ritorno in campo.
Nel sesto turno della stagione 2024, Samuel guidò la squadra con 102 yard ricevute e un touchdown nella vittoria esterna su Seattle. Nella settimana 13 contro i Buffalo Bills ebbe un totale di 208 yard ritornate da kickoff. Concluse la stagione con 670 yard e 3 touchdown su ricezione ed uno su corsa.

### Washington Commanders
Il 1º marzo 2025 Samuel fu scambiato con i Washington Commanders in cambio di una scelta del quinto giro del Draft NFL 2025.

## Palmarès

### Franchigia
- National Football Conference Championship: 2

San Francisco 49ers: 2019, 2023

### Individuale
- Convocazioni al Pro Bowl: 1

2021
- First-team All-Pro: 1

2021
- Giocatore offensivo della NFC della settimana: 3

8ª e 10ª del 2021, 13ª del 2023